# Destruction Derby
Destruction Derby és un videojoc de curses de combat en vehicles desenvolupat per Reflections Interactive i publicat per Psygnosis. Basat en les curses de destrucció, el joc fa que el jugador faci curses i destrueixi cotxes per guanyar punts. Els desenvolupadors van implementar la física simulada per fer més fàcils de predir els resultats de les col·lisions, i van mantenir les pistes del joc petites per millorar l'espectacle. Es van publicar versions de "Destruction Derby" per a MS-DOS, PlayStation i Sega Saturn. Una versió de Nintendo 64, Destruction Derby 64, va ser llançat el 1999 per Looking Glass Studios i THQ. Els crítics van trobar que Destruction Derby era bon joc i van elogiar el seu sistema de gràfics i danys als automòbils, però les versions de Nintendo 64 i Sega Saturn van rebre ressenyes mixtes. No funciona correctament a PlayStation 2 i PlayStation 3 a causa de problemes de fitxers desats. El joc va començar la franquícia Destruction Derby, començant per la seva seqüela de 1996, Destruction Derby 2.

## Jugabilitat
Destruction Derby és un videojoc de curses de combat en vehicles basat en les curses de destrucció. El joc conté tres vehicles. Les col·lisions en el joc afecten els controls de cada cotxe, limitant-ne la direcció i la velocitat màxima. Les col·lisions frontals causen el risc de danyar el radiador del cotxe, que fa que el cotxe es sobreescalfi i deixi de funcionar. Quatre modes de joc estan disponibles: Destruction Derby, Wreckin' Racing, Stock Car Racing i Time Trial. A Destruction Derby, el jugador guanya punts destruint altres cotxes en una gran pista sense circuit que es diu The Bowl; a Stock Car Racing, el jugador ha d'acabar en el primer lloc i no es concedeixen punts per destruir cotxes. Wreckin' Racing és un híbrid dels dos, en què el jugador guanya punts tant guanyant la cursa com destruint altres cotxes. Time Trial és un mode contrarrellotge en solitari. La versió de PlayStation permet el joc en system link per a dos jugadors, amb la versió de MS-DOS té un mode multijugador en línia.
Destruction Derby 64, la versió per a Nintendo 64, ofereix gràfics actualitzats i un nombre més gran de cotxes i pistes; i afegeix nous modes com captura la bandera. El joc conté vint-i-quatre cotxes i més de dotze curses. També suporta multijugador de pantalla dividida per a un màxim de quatre jugadors.